# طومي ديسارت
طومي ديسارت (بالإنجليزية: Tommy Dysart)‏ هو ممثل أسترالي، ولد في 5 أغسطس 1930 في اسكتلندا في المملكة المتحدة.

## وصلات خارجية
- طومي ديسارت على موقع IMDb (الإنجليزية)
- طومي ديسارت على موقع قاعدة بيانات الفيلم (الإنجليزية)